# Teoria de la relativitat
En física, el terme relativitat s'utilitza per a referir-se a les transformacions matemàtiques que cal aplicar per a descriure els fenòmens en diferents sistemes de referència. La teoria de la relativitat es refereix a les teories que Albert Einstein va publicar entre 1905 (teoria de la relativitat especial) i 1916 (teoria de la relativitat general), que tenen en comú el principi de relativitat, que afirma que les lleis de la física són les mateixes per a tots els observadors. Això no significa que els diferents observadors no arriben a fer mesures iguals, sinó que les mesures segueixen les mateixes equacions sigui quin sigui el sistema de referència de l'observador.

## Teoria de la relativitat especial o restringida
El punt de partida és considerar que no hi ha cap punt fix en l'Univers, sinó que tot es mou amb tota la resta. Per tant, no hi ha observadors privilegiats: les lleis de la natura s'han d'expressar de manera que siguin les mateixes per a qualsevol observador, sigui quin sigui l'estat de moviment d'aquest. Això és el principi de relativitat.
El segon pas va ser adonar-se que la velocitat de la llum és invariable, no canvia. (Velocitat de la llum: 299.792.458 m/s en el buit). Tot això ho dedueix de les equacions per l'electromagnetisme de James Clerk Maxwell. El principi de relativitat d'Einstein estableix que la velocitat de la llum és una "llei de la natura": té el mateix valor per a qualsevol observador, sigui quin sigui el seu estat, de repòs o moviment. Aquest fet ja havia estat constatat experimentalment per Michelson el 1881, però va ser Einstein qui li va donar una interpretació física.
A conseqüència d'aquestes observacions, es planteja una nova manera d'interpretar el moviment.
Mentre que, segons les idees de Galileu i Isaac Newton, els esdeveniments es poden representar segons uns eixos de coordenades (x,t), per un observador immòbil O, per un observador en moviment, O' , es representen per (x',t') segons les equacions:
{\displaystyle x'=x-vt}
{\displaystyle t'=t}
en què x és la coordenada de l'espai, en la direcció del moviment, i t la del temps, amb la qual cosa se suposa que, mentre el temps és universal per a tots els observadors, l'espai és funció de la velocitat v per l'observador en moviment.
L'originalitat de la teoria d'Einstein va ser suposar que no sols l'espai canvia amb el moviment, sinó que també ho fa el temps, d'acord amb les transformacions de Lorentz:
{\displaystyle x'={x-vt \over {\sqrt {1-v^{2}/c^{2}}}}}
{\displaystyle t'={t-vx/c^{2} \over {\sqrt {1-v^{2}/c^{2}}}}}
en què c és la velocitat de la llum.
Les conclusions principals d'aquest primer estudi de la teoria de la relativitat són:
- La massa d'un cos augmenta amb la seva velocitat.

Per a un objecte que viatja a la velocitat v relativa respecte a un observador inercial, la massa relativa ve donada per:
{\displaystyle M={m \over {\sqrt {1-v^{2}/c^{2}}}}}
En què m és la massa invariant en repòs i c és la velocitat de la llum en el buit. Això sovint s'escriu {\displaystyle M=\gamma m}, en què γ (el factor de Lorentz) és la quantitat donada per:
{\displaystyle \gamma ={1 \over {\sqrt {1-v^{2}/c^{2}}}}}
- La seva longitud, en el sentit del moviment, disminueix.

{\displaystyle L_{1}=L_{0}{\sqrt {1-v^{2}/c^{2}}}={\frac {L_{0}}{\gamma }}}
En què L0 és la distància que es mou un mòbil mesurada per un observador estacionari i L1 és la distància mesurada per un observador que viatja a la velocitat v.
- El temps passa més a poc a poc. Segons l'equació següent:

{\displaystyle T_{1}=T_{0}{\sqrt {1-v^{2}/c^{2}}}={\frac {T_{0}}{\gamma }}}
En què T0 és el temps mesurat per un observador estacionari i T1 és el temps mesurat per un observador que viatja a la velocitat v:
- La massa és energia i l'energia té massa. Massa i energia estan relacionades per la famosa equació: E=mc²

Segons la nostra experiència, això sembla absurd, perquè els moviments a què nosaltres normalment ens enfrontem tenen unes velocitats relatives molt petites i aquests canvis no es poden apreciar. Per exemple:
- Si llancem una pilota tan ràpidament com puguem, el seu canvi respecte a nosaltres, segons les lleis relativistes, serà de només 2 milionèsimes parts de la seva massa.
- En canvi, quan els físics, mitjançant un accelerador de partícules atòmiques com ara el ciclotró, acceleren partícules a velocitats de la meitat de la llum o més, i en mesuren les masses, poden observar que han augmentat, d'acord amb les prediccions de la teoria de la relativitat.

## Teoria de la relativitat general
És més complicada que la restringida perquè estudia també els moviments no uniformes.
Abans de la teoria de la relativitat restringida formulada per Einstein, el temps es considerava com una magnitud absoluta, que transcorria igual per a tots els objectes. Per això es considerava, d'una banda, l'espai físic de tres dimensions (longitud-latitud-profunditat) i, d'altra banda, el temps.
Com que, segons els resultats de la teoria de la relativitat restringida, el temps depèn de les velocitats relatives dels cossos, Einstein va trobar més convenient de considerar un espai de quatre dimensions (les tres de l'espai geomètric i el temps). Això és el que s'anomena l'espaitemps.
Al mateix temps, pensava que l'equivalència empírica entre la inèrcia dels cossos (massa inercial) i la seva càrrega gravitatòria (massa gravitatòria) no podia ser casual, per això va postular que la gravetat no era una força com una altra sinó l'expressió de la mateixa inèrcia dels cossos.
Einstein va arribar a la conclusió que l'espaitemps és corbat, i que la seva curvatura s'incrementa allà on hi hagi un objecte que tingui massa. Aquesta curvatura és la que fa que els objectes es moguin seguint uns camins determinats. D'aquesta manera, la relativitat general esdevé una teoria de la gravitació (gravetat) més completa i coherent que la de Newton, la qual queda com un cas particular d'aquella.
L'equació completa del camp gravitacional, coneguda també com a equacions de camp d'Einstein, s'escriu:
| {\displaystyle R_{\mu \nu }\ -\ {\frac {1}{2}}\,g_{\mu \nu }\,R\ -\ \Lambda \ g_{\mu \nu }\ =\ {\frac {8\pi G}{c^{4}}}\ T_{\mu \nu }} |

En què {\displaystyle \Lambda } és la constant cosmològica, {\displaystyle c} és la velocitat de la llum en el buit, {\displaystyle G} és la constant gravitacional que apareix també en la llei de la gravitació newtoniana, i {\displaystyle T_{\mu \nu }} el tensor energia-impuls.
El tensor simètric {\displaystyle g_{\mu \nu }}, té 10 components independents, l'equació tensorial d'Einstein és equivalent, per tant, a un sistema de 10 equacions escalars independents.
Com hem indicat, segons la teoria de la relativitat, la massa i l'energia són intercanviables. Einstein ho va expressar amb la famosa equació E=mc² en què (E) és l'energia, (m) la massa i (c) la velocitat de la llum. L'equació diu que es genera molta energia (E) per cada petita quantitat de massa (m) que desapareix (perquè "m" està multiplicat pel quadrat del valor de la velocitat de la llum, "c", que és un nombre molt gran). Aquesta obtenció de grans quantitats d'energia es produeix durant la fusió i fissió nuclears, que té lloc, per exemple, en les explosions nuclears (pot ser fusió o fissió nuclear), a les centrals energètiques nuclears (fissió nuclear) i, sobretot, al Sol i als estels (fusió nuclear).

## Una manera de raonar-ho
Quan es viatja en un tren i es tira una pilota amunt, torna a caure a la mà sense quedar-se enrere, i el que es veu des de dintre del tren és que fa un moviment rectilini amunt i avall. En canvi, si es mira des de l'andana, es veu que la pilota descriu una paràbola (una trajectòria corba) perquè se sumen el moviment horitzontal del tren i el de la pilota que puja i que baixa.
Una situació diferent seria si s'entra en un tren imaginari que vagi a 300.000 km/s i faci 900.000 km d'alt (una situació irreal) que hom pot anomenar tren d'Einstein. Si en lloc d'una pilota, el que s'observa és un raig de llum que s'enfoca verticalment cap a un mirall del sostre, el que es veurà des de l'interior del tren és que puja i baixa en 6 segons (la llum va a 300.000 km/s). En canvi, si s'observés el mateix raig de llum des de fora del tren, es veuria que el raig de llum fa un triangle combinant el moviment horitzontal del tren i el vertical de la llum. Per tant, el que hauria de passar és que la llum recorregués més espai en el mateix temps, la qual cosa comporta una velocitat més elevada; però això és impossible perquè la velocitat de la llum sempre és la mateixa i no es pot alterar. Per tant, el que es dedueix és que s'han alterat l'espai i el temps dintre del tren, de manera que mentre a l'interior han pogut passar 6 segons, a fora n'han passat 10, per exemple.
De tot això, es pot extreure que, quan algun cos assoleix velocitats properes a la de la llum, crea una curvatura espaitemps. També se sap que no hi ha un punt d'observació absolut, sinó que tots són relatius i tot el que s'observa és relatiu al punt es faci l'observació. A això, falta afegir-hi que, quan un cos va a aquestes velocitats, també n'augmenta la massa i experimenta altres canvis.

## Formalisme de la teoria de la relativitat

Representació de la línia d'univers d'una partícula. Com que no és possible reproduir un espai-temps de quatre dimensions, a la figura es representa només la projecció sobre 2 dimensions espacials i una temporal.

### Partícules
En la teoria de la relativitat una partícula puntual queda representada per un parell {\displaystyle (\gamma (\tau ),m)\;}, on {\displaystyle \gamma (\tau )\;} és una corba diferenciable, anomenada línia d'univers de la partícula, i m és un escalar que representa la massa en repòs. El vector tangent a aquesta curva és un vector temporal anomenat quadrivelocitat, el producte d'aquest vector per la massa en repòs de la partícula és precisament el quadrimoment. Aquest quadrimoment és un vector de quatre components, tres d'aquestes components s'anomenen espacials i representen l'anàleg relativista de la moment lineal de la mecànica clàssica, l'altra component anomenada component temporal representa la generalització relativista de l'energia cinètica. A més, atesa una corba arbitrària a l'espai-temps, es pot definir al llarg d'ella l'anomenat interval relativista, que s'obté a partir del tensor mètric. L'interval relativista mesurat al llarg de la trajectòria d'una partícula és proporcional a l'interval de temps propi o interval de temps percebut per aquesta partícula.

### Camps
Quan es consideren camps o distribucions contínues de massa, cal algun tipus de generalització per a la noció de partícula. Un camp físic posseeix momentum i energia distribuïts a l'espai-temps, el concepte de quadrimoment es generalitza mitjançant l'anomenat tensor d'energia-impuls que representa la distribució a l'espai-temps tant d'energia com de moment lineal. Alhora un camp depenent de la seva naturalesa pot representar-se per un escalar, un vector o un tensor. Per exemple el camp electromagnètic es representa per un tensor de segon ordre totalment antisimètric o 2-forma. Si es coneix la variació d'un camp o una distribució de matèria, a l'espai i al temps aleshores hi ha procediments per construir el seu tensor d'energia-impuls.

### Magnituds físiques
En relativitat, aquestes magnituds físiques són representades per vectors 4-dimensionals o bé per objectes matemàtics anomenats tensors, que generalitzen els vectors, definits sobre un espai de quatre dimensions. Matemàticament, aquests 4-vectors i 4-tensors són elements definits de l'espai vectorial tangent a l'espai-temps (i els tensors es defineixen i es construeixen a partir del fibrat tangent o cotangent de la varietat que representa l'espai-temps).
| Espai tridimensional euclidià | Espai-temps de Minkowski |
| ----------------------------- | ------------------------ |
| Punt                          | Succés                   |
| Longitud                      | Interval                 |
| Velocitat                     | Quadrivelocitat          |
| Momentum                      | Quadrimomentum           |

| «                                                    | Die Anschauungen über Raum und Zeit, die ich Ihnen entwickeln möchte, sind auf experimentell-physikalischem Boden erwachsen. Darin liegt ihre Stärke. Ihre Tendenz ist eine radikale. Von Stund′ an sollen Raum für sich und Zeit für sich völlig zu Schatten herabsinken und nur noch eine Art Union der beiden soll Selbständigkeit bewahren(Les idees sobre l'espai i el temps que els desitjo mostrar avui s'han desenvolupat a terra ferma de la física experimental, on jau la seva força. La seva tendència és radical. A partir d'ara, l'espai i el temps per separat baixen al rang d'ombres i només una unió de tots dos pot conservar la substantivitat.) | » |
| — Raum und Zeit ('Espai i temps'), Hermann Minkowski | |   |

A més de quadrivectors, es defineixen quadritensors (tensors ordinaris definits sobre el fibrat tangent de l'espai-temps concebut com a varietat lorentziana). La curvatura de l'espai-temps es representa per un 4-tensor (tensor de quart ordre), mentre que l'energia i el moment d'un medi continu o el camp electromagnètic es representen mitjançant 2-tensors (simètric el tensor d'energia-impuls, antisimètric el de camp electromagnètic). Els quadrivectors són de fet 1-tensors, en aquesta terminologia. En aquest context es diu que una magnitud és un invariant relativista si té el mateix valor per a tots els observadors, òbviament tots els invariants relativistes són escalars (0-tensors), freqüentment formats per la contracció de magnituds tensorials.

### L'interval relativista
L'interval relativista es pot definir en qualsevol espai-temps, sigui aquest pla com en la relativitat especial, o corb com en relativitat general. Tot i això, per simplicitat, discutirem inicialment el concepte d'interval per al cas d'un espai-temps pla. El tensor mètric de l'espai-temps pla de Minkowski es designa amb la lletra {\displaystyle \scriptstyle \eta _{ij}}, i en coordenades galileanes o inercials pren la següent forma:

{\displaystyle g_{ij}=\eta _{ij}={\begin{pmatrix}c^{2}&0&0&0\\0&-1&0&0\\0&0&-1&0\\0&0&0&-1\\\end{pmatrix}}}

L′interval, la distància tetradimensional, es representa mitjançant l'expressió {\displaystyle ds^{2}\ }, que es calcula de la següent manera:

{\displaystyle ds^{2}\ =g_{ij}dx^{i}dx^{j}}
{\displaystyle ds^{2}\ =c^{2}(dx^{0})^{2}-(dx^{1})^{2}-(dx^{2})^{2}-(dx^{3})^{2}}
{\displaystyle ds^{2}\ =c^{2}dt^{2}-dx^{2}-dy^{2}-dz^{2}=c^{2}dt^{2}-(dx^{2}+dy^{2}+dz^{2})}
{\displaystyle ds^{2}\ =c^{2}dt^{2}-dl^{2}}

Reproducció d'un con de llum, en què es representen dues dimensions espacials i una temporal (eix d'ordenades). L'observador se situa a l'origen, mentre que el futur i el passat absoluts són representats per les parts inferior i superior de l'eix temporal. El pla corresponent a t = 0 s'anomena pla de simultaneïtat o hipersuperfície de present (també anomenat «diagrama de Minkowski»). Els esdeveniments situats dins dels cons estan vinculats a l'observador per intervals temporals. Els que se situen fora, per intervals espacials.

Els intervals poden ser classificats en tres categories: Intervals espacials (quan {\displaystyle ds^{2}} és negatiu), temporals (si {\displaystyle ds^{2}} és positiu) i nuls (quan {\displaystyle \scriptstyle ds^{2}=0}). Com que el lector haurà pogut comprovar, els intervals nuls són aquells que corresponen a partícules que es mouen a la velocitat de la llum, com els fotons: La distància {\displaystyle dl^{2}} recorreguda pel fotó és igual a la seva velocitat (c) multiplicada pel temps {\displaystyle \scriptstyle dt} i, per tant, l'interval {\displaystyle \scriptstyle ds^{2}=c^{2}dt^{2}-dl^{2}} es fa nul.
Els intervals nuls poden ser representats en forma de con de llum, popularitzats pel celebèrrim llibre de Stephen Hawking, Breu història del temps. Sigui un observador situat a l'origen, el futur absolut (els successos que seran percebuts per l'individu) es desplega a la part superior de l'eix d'ordenades, el passat absolut (els successos que ja han estat percebuts per l'individu) a la part inferior, i el present percebut per l'observador al punt 0. Els successos que estan fora del con de llum no afecten l'observador i, per tant, se'n diu que estan situats en zones de l'espai -temps que no tenen relació de causalitat amb la de l'observador.
Es pot imaginar que a la galàxia Andròmeda, situada a 2,5 milions d'anys llum de la Terra, va succeir un cataclisme còsmic fa 100.000 anys. Atès que, la llum d'Andròmeda triga 2 milions d'anys a arribar fins a la Terra i que res no pot viatjar a una velocitat superior a la dels fotons, és evident que no és possible d'assabentar-se del que va passar en aquesta Galàxia fa només 100.000 anys. Es diu, per tant, que l'interval existent entre aquesta hipotètica catàstrofe còsmica i els observadors del present, és un interval espacial ({\displaystyle ds^{2}<0}), i per tant, no pot afectar els individus que en el present viuen a la Terra: És a dir, no hi ha relació de causalitat entre aquest esdeveniment i nosaltres.

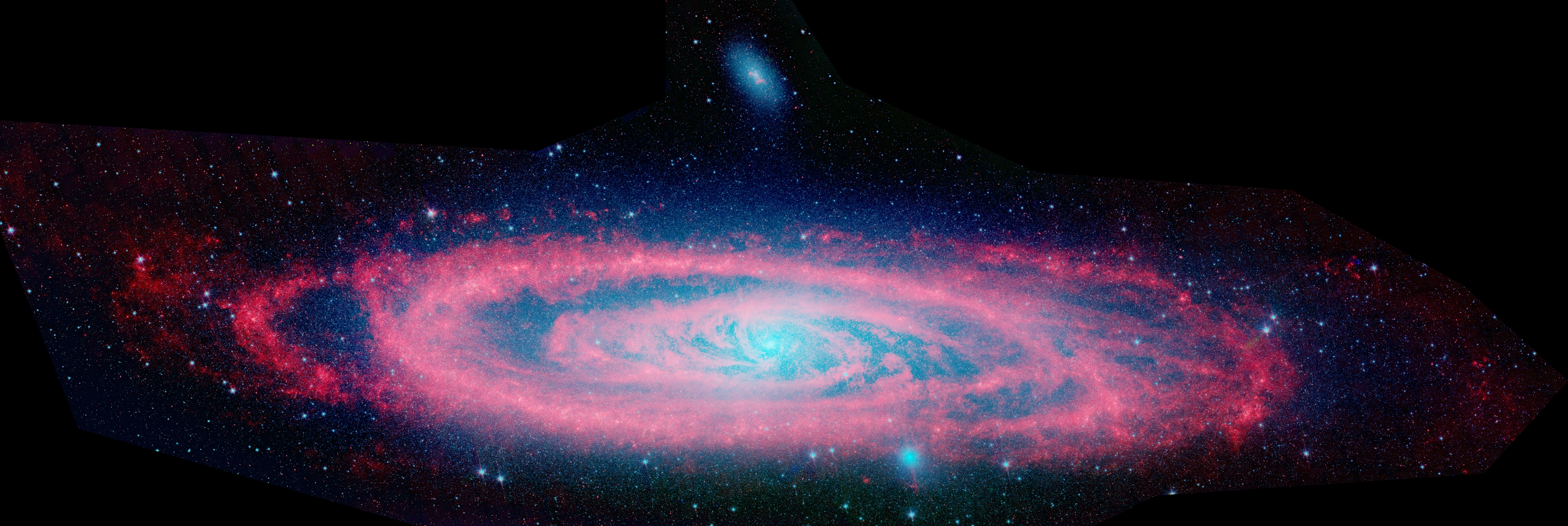
Imatge de la galàxia Andròmeda, presa pel telescopi Spitzer, tal com era fa 2,5 milions d'anys (per estar situada a 2,5 milions d'anys llum). Els successos esdevinguts 1.000.000 anys enrere s'observaran des de la Terra d'aquí a un milió i mig d'anys. Es diu, per tant, que entre aquests esdeveniments i el present a la Terra, existeix un interval espacial.